# 蒂希克湖
蒂希克湖是加拿大的湖泊，位於該國北部，貝克湖以北50公里，由努納武特負責管轄，面積455平方公里，島嶼面積26平方公里，海拔高度133米。